# Römer-Lippe-route
De Römer-Lippe-route is een langeafstandsfietsroute in Duitsland vernoemd naar de Lippe en de restanten van Romeinse forten langs die rivier. De route start in Detmold en verbindt deze stad met de Rijn bij Wesel en Xanten. De route maakt van Olfen tot Wesel deel uit van de internationale langeafstandsfietsroute EuroVelo EV3 Pelgrimsroute. Het traject is bewegwijzerd in twee richtingen.

## Traject
De route start bij het Hermannsdenkmal bij Detmold, dat herinnert aan de Slag bij het Teutoburgerwoud. Na deze slag werden de forten langs de Lippe door de Romeinen verlaten en werd de grensverdediging verlegd naar de Rijn, de Neder-Germaanse limes.
In Bad Lippspringe ontspringt de Lippe en deze rivier wordt verder gevolgd tot de monding in de Rijn. In Wesel kan worden aangesloten op de EuroVelo EV15 Rijnroute of kan de EV3 verder zuidwaarts worden gevolgd (parallel met de EV15).
De route eindigt in Xanten waar in het Archeologisch Park Xanten (restanten van Colonia Ulpia Traiana) nog veel terug te vinden is over de Romeinen. Hier kan ook worden aangesloten op de fietsroute Via Romana.

## Aansluitingen met Europese routes
- Het traject tussen Olfen en Wesel is onderdeel van de EuroVelo EV3 Pelgrimsroute.
- In Wesel sluit de route aan op de EuroVelo EV15 Rijnroute.

## Aansluitingen met andere LF- of icoonroutes
- Tussen Benninghausen in de gemeente Lippstadt en Hovestadt in de gemeente Lippetal loopt de route samen met de 100 Schlösser Route.
- In Xanten kan worden aangesloten op de Via Romana.

## Aansluitingen met regionale routes
- Op elk willekeurig punt kan gebruik worden gemaakt van het fietsroutenetwerk ter plaatse.